# Kochi, Japan
För andra betydelser, se Kochi.
Kōchi (高知市, Kōchi-shi) är residensstad i Kochi prefektur på ön Shikoku i södra delen av Japan.
Staden har sedan 1998
status som kärnstad (japanska: 中核市?, Chūkakushi) enligt lagen om lokalt självstyre.
Orten är berömd för sina fina surfingmöjligheter vid bl.a. stranden Katsurahama (Katsurastranden). Tisdag till söndag är det alltid marknad i staden, den sträcker sig från Kochislottet och en kilometer bort där de säljer bland annat mat, kläder, träd och lokala specialiteter. Från och med den 9 augusti och tre dagar samt tre nätter framåt är det ständig fest som avslutas med stora fyrverkerier vid Kagamifloden den 13 augusti.